# La Düsseldorf
La Düsseldorf va ser una banda alemanya de krautrock conformada per Klaus Dinger, Thomas Dinger i Hans Lampe. Klaus Dinger havia format part de Kraftwerk i posteriorment de Neu!, amb Michael Rother.
És considerada una banda molt influent per artistes com Brian Eno i David Bowie, que va arribar a calificar al grup com "la banda sonora dels 80".

## Discografia
LP
- La Düsseldorf (1976)
- Viva (1978)
- Individuellos (1980)
- Mon Amour (2006)

Singles
- Silver Cloud/La Düsseldorf (1976)
- Rheinita/Viva (1978)
- Dampfriemen/Individuellos (1980)
- Ich liebe Dich, Teil 1/Ich liebe Dich, Teil 2 (1983)

Maxi-singles
- Rheinita/Viva (1978)
- Dampfriemen/Individuellos (1980)
- Ich liebe Dich/Koksknödel (1983)